# Matej Vračko
Matej Vračko (* 28. April 1988) ist ein ehemaliger slowenischer Fußballspieler.

## Karriere

### Verein
Vračko begann seine Karriere beim NK Maribor. Im Mai 2006 stand er gegen den NK Rudar Velenje erstmals im Kader der Profis. Im April 2007 debütierte er in der 1. SNL, als er am 30. Spieltag der Saison 2006/07 gegen den NK Celje in der 77. Minute für Martin Pregelj eingewechselt wurde.
Seinen ersten Treffer für Maribor erzielte er im Juni 2007 im UEFA Intertoto Cup gegen den FC Birkirkara. In der Saison 2007/08 kam er zu einem Einsatz für Maribor in der 1. SNL, zudem wurde er in 13 Spielen des NK Aluminij in der 2. SNL eingesetzt, in den er drei Tore erzielte.
In der Saison 2008/09 kam Vračko weder für Maribor noch für Aluminij zum Einsatz. Ab der Saison 2009/10 war er wieder Teil des Kaders des NK Aluminij; in jener Saison kam er in 21 Zweitligapartien zum Einsatz und erzielte dabei sechs Tore. In der darauffolgenden Saison machte er sieben Tore in 23 Ligaspielen.
Zur Saison 2011/12 wechselte er nach Österreich zum fünftklassigen USV Ragnitz. Nach einer Saison in der Oberliga, in der er mit 28 Toren aus 25 Meisterschaftsspielen Torschützenkönig wurde, wechselte er 2012 zum viertklassigen Deutschlandsberger SC. Für den DSC kam er in der Saison 2012/13 in 20 Partien in der Landesliga zum Einsatz und erzielte dabei acht Tore.
Nach einem Jahr in Deutschlandsberg kehrte er 2013 zu Ragnitz zurück. Mit dem Verein stieg er 2015 in die sechstklassige Unterliga ab. Zur Saison 2016/17 schloss sich Vračko dem fünftklassigen SV Gleinstätten an. Von hier ging es im Sommer 2019 weiter zur Sportunion Straden und in der Winterpause 2019/20 zurück zum USV Ragnitz, bei dem er aufgrund der COVID-19-Pandemie kaum noch zu Einsätzen kam und im Herbst bzw. Winter 2020 seine Karriere als Fußballspieler beendete. Wie auch bereits während seiner Laufbahn im Amateurfußball betreibt Vračko das von Falstaff prämierte und seit 1908 bestehende Gostišče Vračko, ein Gasthaus mit angeschlossener Winzerei in Zgornja Kungota, nahe der österreichischen Grenze.

### Nationalmannschaft
Vračko debütierte im April 2006 gegen England für Sloweniens U-18-Auswahl.
Seine einzige Partie für die U-19-Mannschaft absolvierte er im August 2006 gegen Bosnien und Herzegowina.